# Bourreria sonorae
Bourreria sonorae là loài thực vật có hoa trong họ Mồ hôi. Loài này được S.Watson mô tả khoa học đầu tiên năm 1889.